# Particula Planck
O particulă Planck, numită după fizicianul Max Planck, este o particulă ipotetică definită ca o mică gaură neagră a cărei lungime de undă Compton este egală cu raza Schwarzschild. Masa ei este astfel aproximativ masa Planck, iar lungimea de undă Compton și raza Schwarzschild sunt aproximativ lungimea Planck. Particulele Planck sunt folosite uneori ca un exercițiu pentru a defini masa și lungimea Planck. Acestea joacă un rol în unele modele de evoluție a universului pe durata epocii Planck.
În comparație cu un proton, de exemplu, particula Planck ar fi extrem de mică (raza de acțiune a acesteia fiind egală cu lungimea Planck, care este de aproximativ 10-20 de ori raza protonului) și masa acestuia (masa Planck fiind de 1019 ori protonului masa). Particula Planck ar trebui de asemenea, să aibă o existență foarte trecătoare, evaporându-se din cauza radiația Hawking după aproximativ 5 x 10-39 secunde.

## Derivarea
În timp ce opiniile variază cu privire la definirea adecvată, cea mai comună definiție a unei particule Planck este o particulă a cărei lungime de undă Compton este egală cu raza Schwarzschild. Aceasta stabilește relația:
{\displaystyle \lambda ={\frac {h}{mc}}={\frac {2Gm}{c^{2}}}}
Astfel, făcând masa unei astfel de particule:
{\displaystyle m={\sqrt {\frac {hc}{2G}}}}
Aceasta masă va fi {\displaystyle } ori mai mare decât masa Planck, făcând o particulă Planck de 1.772 de ori mai mare decât unitatea de masă Planck.
Raza acesteia va fi lungimea de undă Compton:
{\displaystyle r={\frac {h}{mc}}={\sqrt {\frac {2Gh}{c^{3}}}}}
Lungimea Planck ℓP este definit ca
{\displaystyle \ell _{\mathrm {P} }={\frac {r}{2{\sqrt {\pi }}}}={\sqrt {\frac {\hbar G}{c^{3}}}}}

## Dimensiuni
Folosind derivațiile de mai sus, putem substitui constantele universale h, G, și c, și putem determina valorile fizice pentru masa și raza particulei. Presupunând că această rază reprezintă o sferă cu densitate uniformă, putem determina în continuare volumul și densitatea particulei.
| Parametru       | Dimensiune | Valoare în SI |
| --------------- | ---------- | ------------- |
| Masă            | M          | 3.85763       |
| Rază            | L          | 5.72947       |
| Volum           | L3         | 7.87827       |
| Densitate       | M L−3      | 4.89655       |
| Durata de viață | T          | 4.826512      |